# Die Kompaßnadel der Journalisten
Die Kompaßnadel der Journalisten ist ein Artikel von Marion Gräfin Dönhoff aus dem Jahre 1987. Darin beschrieb Dönhoff die „Anfechtungen eines Standes“.

## Beschreibung
Ausgehend von der Barschel-Affäre geht sie der Frage nach, wie ein Journalist die Frage nach der Wahrheit für sich beantworten kann. Sie stellt fest, dass Journalisten einerseits lohnabhängig sind und andererseits zu den „Freien Berufen“ zählen. Es gibt kein Berufsethos (Medienethik), jedoch fordert Dönhoff dazu auf, „präzise Recherchen, Erforschung der Tatsachen, Gewissensprüfung und das Gemeinwohl“ in den Blick zu nehmen.

## Rezeption
Der Text wurde mehrfach neu abgedruckt. Eine Version findet sich in der Biographie Marion Dönhoff – Ein widerständiges Leben von Alice Schwarzer (S. 248 f.).